# Lasiplexia glaucopupillata
Lasiplexia glaucopupillata är en fjärilsart som beskrevs av Emilio Berio 1973. Lasiplexia glaucopupillata ingår i släktet Lasiplexia och familjen nattflyn. Inga underarter finns listade i Catalogue of Life.